# Pierre Seghers

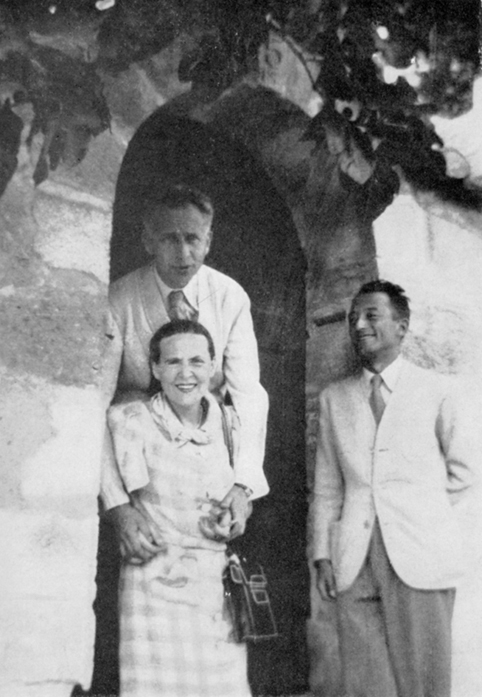
Pierre Seghers (rechts) mit Louis Aragon und Elsa Triolet (1941)

Pierre Seghers (* 5. Januar 1906 in Paris; † 4. November 1987 in Créteil) war ein französischer Dichter, Schriftsteller, Verleger und Übersetzer.

## Leben
Pierre Seghers wuchs als Freund von André de Richaud in Carpentras auf. Seinen ersten Gedichtband veröffentlichte er 1938 in Villeneuve-lès-Avignon. Als Herausgeber der Zeitschriften Poètes casqués (1939–1940) und Poésie 40 (41, 42, 43…) gab er den Dichtern der Kriegszeit ein Forum und schloss Freundschaft mit Louis Aragon, Elsa Triolet, Paul Éluard, Pierre Emmanuel und vielen jungen Dichtern. Er engagierte sich in der Résistance. Ab 1943 gehörte er als gewichtiges Mitglied zum Comité national des écrivains. Ab 1944 verlegte er die Reihe Poètes d’aujourd’hui (Dichter von heute), die mit Éluard begann und es auf mehrere Hundert Bände brachte, bevor er sich 1969 zurückzog, um wieder selbst kreativ zu sein.
1975 wurde er von der Universität Paris-Nanterre promoviert (Thèse: Action et création des poètes dans la société contemporaine). 1983 gründete er auf Bitten von Oberbürgermeister Jacques Chirac das Maison de la Poésie (Haus der Dichtung) der Stadt Paris. Ab 1984 gab er bis zu seinem Tod die Zeitschrift Poésie 84 (85, 86…) heraus.
Seghers war Commandeur der Ehrenlegion, Commandeur des Ordre des Arts et des Lettres und Ehrendoktor der University of St Andrews. In Paris tragen im 20. Arrondissement ein Gartenplatz und im Haus der Dichtung ein Raum seinen Namen. In zahlreichen französischen Orten sind Straßen nach ihm benannt.

## Werke (Auswahl)
- (mit Jacques Charpier) L'art poétique. Seghers, Paris 1956.
- Clavé. Poligrafa, Barcelona 1971. (mit Pierre Cabanne) Clavé. Cercle d'art, Paris 1989.
  - (deutsch) Clavé. Weber, Genf 1972.
- Dis-moi, ma vie. 1972. Suivi de Qui sommes-nous ? Éditions Bruno Doucey, Paris 2019.
- La Résistance et ses poètes. 1940–1945. 1974. 2 Bde. Seghers, Paris 2022. (Vorwort von Pascal Ory)
- (Übersetzer und Herausgeber) Saadi Le jardin des roses. Gulistan. Seghers, Paris 1977.
- Le Temps des merveilles. 1978. (Gesammelte Gedichte)
- (Übersetzer) Le Livre d'or du "Divan" de Hâfiz. La vie et l'œuvre du plus célèbre poète persan. Seghers, Paris 1978.
- Louis-Jou. Architecte du livre et des Baux. Seghers, Paris 1980. (Louis Jou, 1881–1968)
- Monsu Desiderio ou le théâtre de la fin du monde. Robert Laffont, Paris 1981.
- (Hrsg.) Le Livre d'or du haïkaï. R. Laffont, Paris 1984.
- Omar Khayyâm. Sa vie et ses quatrains. Seghers, Paris 1987, 1994.
- Derniers écrits. Fanlac, Périgueux 2002. (Nachwort von Colette Seghers)
- Comme une main qui se referme. Poèmes de la Résistance, 1939–1945. B. Doucey, Paris 2010.